# Vratuša
Vratuša je priimek več znanih Slovencev:
- Anton Vratuša (1915–2017), slavist, partizan, politik, diplomat, akademik
- Drago Vratuša (1949–1997), ekonomist?
- Srečko Vratuša (1961-), gradbenik
- Uršula Vratuša Globočnik, igralka, novinarka, prevajalka
- Vera Vratuša (-Žunjić) (1951-) sociologinja; bio-bibliografski podatki dostopni na zunanji povezavi https://f-bg.academia.edu/veravratusa